# Mobius Express
Mobius Express este o companie de curierat din România.
Cifra de afaceri în 2007: 1,1 milioane euro